# Jugoslávie na Letních olympijských hrách 1988
Jugoslávii na Letních olympijských hrách 1988 v jihokorejském Soulu reprezentovalo 155 sportovců, z toho 117 mužů a 38 žen v 18 sportech.

## Medailisté
| Medaile | Jméno | Sport             | Disciplína                   |
| ------- | --- | ----------------- | ---------------------------- |
| Zlato   | Goran Maksimović | Sportovní střelba | Muži 10 m vzduchová puška    |
| Zlato   | Jasna Šekarićová | Sportovní střelba | Ženy 10 m vzduchová pistole  |
| Zlato   | Dragan Andrić Mislav Bezmalinović Perica Bukić Veselin Đuho Igor Gočanin Deni Lušić Igor Milanović Tomislav Paškvalin Renco Posinković Goran Rađenović Dubravko Šimenc Aleksandar Šoštar Mirko Vičević                   | Vodní pólo        | Turnaj mužů                  |
| Stříbro | Šaban Trstena | Zápas             | muži volný styl do 52 kg     |
| Stříbro | Ilija Lupulesku Zoran Primorac | Stolní tenis      | Muži čtyřhra                 |
| Stříbro | Anđelija Arbutina Vesna Bajkuša Polona Dornik Slađana Golić Kornelija Kvesić Mara Lakić Žana Lelas Bojana Milošević Razija Mujanović Danira Nakić Stojna Vangelovska Eleonora Wild                                       | Basketbal         | Turnaj žen                   |
| Stříbro | Franjo Arapović Zoran Čutura Danko Cvjetičanin Vlade Divac Toni Kukoč Željko Obradović Žarko Paspalj Dražen Petrović Dino Rađa Zdravko Radulović Stojko Vranković Jure Zdovc                                             | Basketbal         | Turnaj mužů                  |
| Bronz   | Damir Škaro | Box               | Muži váha polotěžká do 81 kg |
| Bronz   | Sadik Mujkić Bojan Prešern | Veslování         | Muži dvojka bez kormidelníka |
| Bronz   | Jasna Šekarićová | Sportovní střelba | Ženy 25 m sportovní pistole  |
| Bronz   | Gordana Perkučin Jasna Fazlić | Stolní tenis      | Ženy čtyřhra                 |
| Bronz   | Mirko Bašić Jožef Holpert Boris Jarak Slobodan Kuzmanovski Muhamed Memić Alvaro Načinović Goran Perkovac Zlatko Portner Iztok Puc Rolando Pušnik Momir Rnić Zlatko Saračević Irfan Smajlagić Ermin Velić Veselin Vujović | Házená            | Turnaj mužů                  |